# フリードリヒ2世 (上ロートリンゲン公)
フリードリヒ2世（ドイツ語：Friedrich II., 995年ごろ - 1026年）は、バル伯および上ロートリンゲン公（1019年より父と共治）。ディートリヒ1世とリヒルデ・フォン・ブリースカステル（ブリースガウ伯フォルマル3世の娘）の息子。

## 生涯
1024年の神聖ローマ皇帝ハインリヒ2世の死後、フリードリヒ2世はシュヴァーベン公エルンスト2世が起こした新王コンラート2世二対する反乱に加わったが、まもなく和平が成立し、フリードリヒ2世はコンラート2世を王として認めた。しかしフリードリヒ2世はその後まもなくして父に先立って死去した。
フリードリヒ2世は、シュヴァーベン公ヘルマン2世の娘でコンラート2世の王妃ギーゼラの姉であるマティルデと結婚した。3人の子女をもうけた。
- ゾフィア（1018年 - 1093年） - バル女伯、ポンタ＝ムッソン女伯。スカルポン家のモンベリアル伯ルイと結婚。
- フリードリヒ3世（1020年ごろ - 1033年） - 上ロートリンゲン公（1026年 - 1033年）
- ベアトリクス（1020年ごろ - 1076年） - トスカーナ辺境伯ボニファーチオ4世と結婚[2]、ロートリンゲン公ゴットフリート3世と再婚[3]。トスカーナ女伯マティルデの母。